# 힌두교의 신

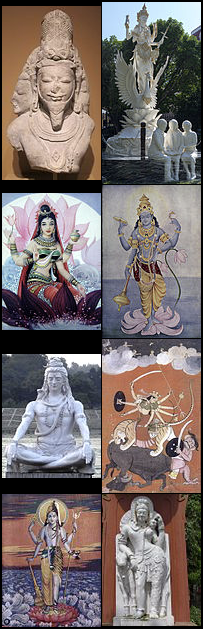

힌두교의 경전은 힌두교의 신인 천계의 존재들을 천신(天神, 영어: Devas, "빛나는 존재"란 뜻)이라고 표현한다. 영어로는 "Celestial deities (천계의 신들)"라고 번역되기도 하지만 산스크리트어 데바(देव)를 음차한 표기인 "Deva (데바)"를 그대로 사용하는 경우가 많다. 데바는 수라(Sura)라고도 하는데, 데바 또는 수라는 우주의 궁극적 원리인 브라만의 현현들로서의 힌두교의 신들 전체를 의미하기도 하지만, 힌두교의 남신들만을 의미하기도 한다. 이 경우 힌두교의 여신들은 데비(Devi)라고 부른다. 데바와 데비는 무시무시한 신들도 있지만 선신(善神)으로 여겨지며, 힌두교의 악신(惡神)은 총칭하여 아수라(Asura)라고 한다. 아수라는 수라(Sura)에 "아니다"라는 의미의 아(a)가 결합되어 이루어진 낱말이다.
힌두교의 신은 불교에 수용되어 중국을 거쳐 한국으로 전래되었고 천신(天神)의 의미로서의 천(天)으로 한역(漢譯)되었다. 예를 들어 브라흐마는 범천(梵天)으로 알려져 있다.
힌두교의 신은 브라흐마 · 비슈누 · 시바의 트리무르티(삼주신)와 트리무르티의 배우자인 사라스바티 · 락슈미 · 파르바티의 트리데비와 그외의 여러 남신 · 여신들로 이루어져 있다. 《베다》와 《푸라나》는 힌두교의 주요 경전으로 신들의 기원이 실려있다. 트리무르티에 대해서는 인도의 대 서사시인 《마하바라타》("위대한 바라타족 이야기"란 뜻)에서 다루어지고 있다.

## 남신
아래의 목록에서 트리무르티(삼주신)는 일반적인 나열 순서인 창조자 · 유지자 · 파괴자(변형자) 순으로 나열되어 있으며, 나머지 신들은 중요도에 관계 없이 가나다순으로 나열되어 있다.
- 트리무르티(Trimūrti · 삼주신)
  - 브라흐마(Brahmā): 창조자, 불경의 범천(梵天)
  - 비슈누(Viṣṇu): 유지자, 비슈누파의 최고신 비로자나(毘盧遮羅)
  - 시바(Śiva): 파괴자 또는 변형자, 시바파의 최고신, 불경의 대자재천(大自在天 · Maheśvara)
- 가네샤(Gaṇeśa): 인간의 몸과 코끼리의 머리를 지닌 모습, 지혜와 재산의 신, 불경의 대환희자재천(大歡喜自在天)
- 데바(Deva) 또는 수라(Sura): 남신의 뜻
- 라마(Rāma): 인도 서사시 《라마야나》의 주인공으로 비슈누의 일곱 번째 아바타
- 무루간(Murugan): 전쟁과 승리의 신
- 수리야(Sūrya): 태양신
- 아그니(Agni): 불의 신
- 아이야나르(Ayyanar): 마을 신, 시골 마을을 수호하는 수호신
- 인드라(Indra): 신들의 왕, 날씨와 전쟁의 신, 불경의 제석천(帝釋天), 음역하여 인다라(因陀羅)
- 크리슈나(Kṛṣṇa): 인도 서사시 《마하바라타》의 영웅으로 비슈누의 여덟 번째 아바타
- 하누만(Hanumān): 원숭이 모습의 신으로 라마의 제자이자 헌신적인 숭배자

## 여신
아래의 목록에서 트리무르티(삼주신)의 배우자인 트리데비는 일반적인 나열 순서로 나열되어 있으며, 나머지 여신들은 중요도에 관계 없이 가나다순으로 나열되어 있다.
- 트리데비(Tridevi)
  - 사라스바티(Sarasvatī) 또는 사라스와티(Saraswati): 브라흐마의 배우자, 불경에서는 변재천(辯才天)
  - 락슈미(Lakṣmī): 비슈누의 배우자, 불경에서는 길상천(吉祥天, 음역하여 낙걸사명(洛乞史茗))
  - 파르바티(Pārvatī): 시바의 두 번째 배우자로 첫 번째 배우자인 닥샤야니의 재화신이며, 설산의 처녀(히말라야의 딸)라고도 불린다
- 가야트리(Gāyatrī): 학문과 지식의 여신, 브라흐마의 배우자들 중 하나
- 닥샤야니(Dākshāyani) 또는 사티(Satī): 결혼 생활의 행복과 지속을 관장하는 여신, 시바의 첫 번째 배우자
- 데비(Devi): 여신의 뜻, 최고신의 여성적 측면, 힌두교의 모든 여신들의 핵심
- 두르가(Durgā): 전쟁의 여신으로 아수라를 제압한다
- 라다(Rādhā): 크리슈나의 어린 시절의 친구이자 훗날의 연인, 여신 락슈미의 아바타(화신)들 중 하나
- 마리암만(Mariamman): 질병 · 비 · 보호의 여신
- 마하비드야(Mahavidya): 지식과 지혜의 여신
- 샥티(Śakti): 우주의 여성적 창조력이 의인화 · 인격화된 여신
- 시타(Sītā): 라마의 배우자, 모든 힌두 여성의 부인과 여성으로서의 미덕의 표준으로 존중된다
- 칼리(Kālī): 파괴 · 시간 · 변화 · 죽음의 여신

## 악신
힌두교에서 악신(惡神)은 총칭하여 아수라(Asura)라고 하는데, 아수라는 선신(善神)인 데바와 데비에 대응된다. 아수라에는 다음 신들이 있다. 이들은 중요도에 관계 없이 가나다순으로 나열되어 있다.
- 마히쉬아수라(Mahishasura): 물소 모습의 악신(Buffalo-demon)

## 같이 보기
- 인도 신화
- 브라만
- 힌두교의 종파
- 비슈누파
- 시바파
- 샥티파
- 스마르타파